# 모듈라이 공간
대수기하학에서 모듈라이 공간(moduli空間, 영어: moduli space)은 각 점이 어떤 공간족의 각 원소와 대응하는 공간이다. 이를 사용하여, 여러 분류 문제를 해결할 수 있다. 대수적 위상수학의 분류 공간과 유사한 개념이다.

## 정의
스킴을 집합으로 대응시키는 함자 {\displaystyle F\colon \operatorname {Sch} ^{\operatorname {op} }\to \operatorname {Set} }가 주어졌다고 하자. 이 함자의 섬세한 모듈라이 공간(영어: fine moduli space) {\displaystyle (M,\tau )}은 {\displaystyle F}의 표현이다. 즉,
- {\displaystyle M\in \operatorname {Sch} }은 스킴이다.
- {\displaystyle \tau \colon F\implies \hom _{\operatorname {Sch} }(-,M)}는 자연 동형이다.

이 정의는 다음과 같이 해석한다.
- 함자 {\displaystyle F(B)}는 어떤 밑공간 {\displaystyle B} 위에 존재할 수 있는 모든 공간족(族)들의 집합으로 생각한다.
- {\displaystyle \tau }는 {\displaystyle B} 위에 존재하는 공간족들이 사상 {\displaystyle B\to M}과 대응한다는 것을 의미한다. 즉, {\displaystyle B} 위의 임의의 공간족은 사상 {\displaystyle B\to M}으로 인한, {\displaystyle M} 위의 보편 공간족(영어: universal family)의 당김으로 유도된다.

함자 {\displaystyle F\colon \operatorname {Sch} ^{\operatorname {op} }\to \operatorname {Set} }의 거친 모듈라이 공간(영어: coarse moduli space) {\displaystyle (M,\tau )}은 다음을 만족시키는 순서쌍이다.
- {\displaystyle M\in \operatorname {Sch} }은 스킴이다.
- {\displaystyle \tau \colon F\implies \hom _{\operatorname {Sch} }(-,M)}는 자연 변환이다.
- 모든 대수적으로 닫힌 체 {\displaystyle K}에 대하여, 함수 {\displaystyle \tau _{\operatorname {Spec} K}\colon F(\operatorname {Spec} K)\to \hom _{\operatorname {Sch} }(\operatorname {Spec} K,M)}은 전단사 함수이다.
- 임의의 스킴 {\displaystyle {\tilde {M}}} 및 자연 변환 {\displaystyle {\tilde {\tau }}\colon F\implies \hom _{\operatorname {Sch} }(-,{\tilde {M}})}에 대하여, {\displaystyle {\tilde {\tau }}=\sigma \circ \tau }인 자연 변환 {\displaystyle \sigma \colon \hom _{\operatorname {Sch} }(-,M)\implies \hom _{\operatorname {Sch} }(-,{\tilde {M}})}이 존재한다.

이 밖에도, 스킴의 범주 대신 예를 들어 어떤 주어진 스킴 위의 스킴들의 범주나 다른 기하학적 범주에서도 섬세한·거친 모듈라이 공간을 정의할 수 있다.
일반적으로, 자기 동형 사상을 갖는 공간들의 공간족은 섬세한 모듈라이 공간을 가질 수 없으며, 오직 거친 모듈라이 공간만이 존재한다. 이 경우 추가 구조를 주어 자기 동형을 없애거나,  아니면 스택과 같은 대상을 사용하여야 한다.

## 예

### 그라스만 다양체
어떤 {\displaystyle K}-벡터 공간 {\displaystyle V}에 대하여, 그라스만 다양체 {\displaystyle G(n,V)}는 {\displaystyle V}의 (원점을 지나는) {\displaystyle n}차원 부분 벡터 공간들의 모듈라이 공간이다. {\displaystyle n=1}인 경우, 이는 사영 공간으로 불린다.

### 저우 다양체
저우 다양체 {\displaystyle \operatorname {Chow} (d,\mathbb {P} ^{3})}는 {\displaystyle \mathbb {P} ^{3}} 속의 차수 {\displaystyle d}의 곡선들의 모듈라이 공간이다. 보다 일반적으로, 힐베르트 스킴은 사영 공간 속의 모든 닫힌 부분 스킴들을 분류하는 모듈라이 공간이다.

### 곡선의 모듈라이 공간
종수가 {\displaystyle g}인 비특이 사영 대수 곡선들의 경우 (섬세한) 모듈라이 공간이 존재하지 않고, 대신 오직 모듈라이 스택만이 존재하는데, 이를 {\displaystyle {\mathcal {M}}_{g}}라고 한다. 여기에 안정 곡선을 추가하여 콤팩트화하면, 종수 {\displaystyle g}의 안정 곡선들의 모듈라이 스택 {\displaystyle {\overline {\mathcal {M}}}_{g}}를 얻는다. 물론 종수가 {\displaystyle g}인 비특이 (또는 안정) 곡선들의 거친 모듈라이 공간은 존재하지만, 이는 모듈라이 스택보다 더 적은 양의 정보를 담고 있다.

## 같이 보기
- 모듈러스 (물리학)
- 표현 가능 함자

## 참고 문헌
- Harris, Joe; Ian Morrison (1998). 《Moduli of Curves》 (영어). Springer. ISBN 0-387-98429-1.